# Clostridium hungatei
Clostridium hungatei è una specie di batterio appartenente alla famiglia delle Clostridiaceae.